# Kneževac (Rakovica)
Pour les articles homonymes, voir Kneževac.
Κneževac (en serbe cyrillique : Кнежевац) est un quartier de Belgrade, la capitale de la Serbie. Il est situé dans la municipalité urbaine de Rakovica. Au recensement de 2002, il comptait 3 407 habitants.

## Localisation
Κneževac est situé dans la partie centrale de la municipalité de Rakovica. Le quartier est situé sur les pentes septentrionales de la colline de Straževica, au confluent du Zmajevac et du Rakovički potok et le confluent de ce dernier ruisseau avec la Topčiderska reka. Il est entouré par les quartiers de Rakovica au nord, Labudovo brdo et Kijevo au sud.

## Caractéristiques
Κneževac est une extension méridionale de Rakovica. Le quartier s'est développé après la Seconde Guerre mondiale. En 1921, il comptait 784 habitants, contre 12 947 en 1971, passant ainsi du statut de faubourg éloigné de Belgrade à celui de quartier de la capitale serbe : depuis cette époque, la population de Κneževac est en très net délcin démographique.
Le monastère de Rakovica et la forêt de Manastirska šuma sont situés à proximité, ainsi que la plus importante carrière de Belgrade, celle de Kijevo, sur la colline de Straževica. Le vaste complexe militaire souterrain Kneževac, bombardé par l'OTAN en 1999 s'étend également dans le secteur.

## Transports
La gare de Kneževac est une station du réseau express régional Beovoz ; elle est desservie par les lignes 2 (Ripanj - Resnik - Rakovica - Pančevo - Vojlovica), 3 (Stara Pazova - Batajnica - Beograd Centar - Rakovica - Resnik - Ripanj), 4 (Zemun - Beograd Centar - Rakovica - Valjevo) et 5 (Nova Pazova - Batajnica - Beograd Centar - Rakovica - Resnik - Mladenovac) de ce réseau. On peut également y emprunter la ligne 3 (Tašmajdan - Gare de Kneževac) du tramway de Belgrade.